# Marcello Filippi
Marcello Filippi (Vicenza, 12 ottobre 1926) è un ex calciatore italiano, di ruolo centrocampista.

## Caratteristiche tecniche
Giocava come mediano.
Nell'immediato dopo guerra ha partecipato a due edizioni del campionato di Serie A.